# Oldendorfer Hünensteine
Die Oldendorfer Hünensteine sind ein stark gestörtes neolithisches Großsteingrab vom Ganggrabtyp mit der Sprockhoff-Nr. 968. Es entstand zwischen 3500 und 2800 v. Chr. als Megalithanlagen der Trichterbecherkultur (TBK). Neolithische Monumente sind Ausdruck der Kultur und Ideologie jungsteinzeitlicher Gesellschaften. Ihre Entstehung und Funktion gelten als Kennzeichen der sozialen Entwicklung.
Die Hünensteine liegen auf einer Waldlichtung zwischen einem Parkplatz an der B 213 und der Straße Hünensteine, westlich vom Lastruper Ortsteil Oldendorf, südwestlich von Lastrup, im Landkreis Cloppenburg in Niedersachsen.
Es handelt sich um die Reste einer 10,7 × 2,2 Meter messenden Emsländischen Kammer mit ovaler Einfassung, von der noch zehn Steine erhalten sind. Von der Kammer sind 21 Steine erhalten. Der leicht unsymmetrische Hügel ist noch knapp zwei Meter hoch, 30 Meter lang und zehn Meter breit.